# Рэнсом, Джон
Джон Кроу Рэнсом (англ. John Crowe Ransom; 30 апреля 1888[…], Пьюласки, Теннесси[…] — 3 июля 1974[…], Гамбиер, Огайо) — американский педагог, учёный, литературный критик, поэт, эссеист и редактор. Считается основоположником литературной школы новой критики. Он работал преподавателем в колледже Кеньон и стал первым редактором широко известного научного журнала Kenyon Review. Он пользовался большим уважением как учитель, был наставником для целого поколения специалистов, а также был отмечен наградами как поэт и эссеист.

## Биография
Джон Кроу Рэнсом родился 30 апреля 1888 года в Пьюласки, штат Теннесси. Его отец, Джон Джеймс Рэнсом (1853—1934) был методистским священником. Его матерью была Сара Элла (Кроу) Рэнсом (1859—1947). Он вырос в городах Спринг-Хилле, Франклине, Спрингфилде и Нэшвилле, штат Теннесси. До десяти лет он обучался на дому. С 1899 по 1903 год он посещал школу Боуэн.
Он поступил в Университет Вандербильта в Нэшвилле в возрасте пятнадцати лет, получив первый диплом в своём классе в 1909 году. Среди его преподавателей был профессор Коллинз Денни, позже епископ методистской епископальной церкви Юга. Рэнсом прервал учёбу на два года, чтобы преподавать в шестом и седьмом классах средней школы Тейлорсвилля в Тейлорсвилле, штат Миссисипи, а затем преподавать латынь и греческий язык в школе Хейнса-Маклина в Льюисбурге, штат Теннесси. Проучившись ещё один год в Льюисбурге, он получил стипендию Родса. Также посещал Крайст-Черч в Оксфорде, 1910-13.

## Карьера
Рэнсом преподавал латынь в течение одного года в школе Хотчкисс вместе с Сэмюэлем Клаггеттом Чу (1888—1960). Затем он был назначен на факультет английского языка в университете Вандербильта в 1914 году. Во время Первой мировой войны он служил офицером артиллерии во Франции. После войны он вернулся в Вандербильт. Он был одним из основателей « Беглецов», южной литературной группы из шестнадцати писателей, которая функционировала в основном как своего рода поэтическая мастерская и включала Дональда Дэвидсона, Аллена Тейта и Роберта Пенна Уоррена. Под их влиянием Рэнсом, первым интересом которого была философия (в частности, Джон Дьюи и американский прагматизм), начал писать стихи. Его первый том стихов «Стихи о Боге» (1919) получил высокую оценку Роберта Фроста и Роберта Грейвса. The Fugitive Group проявляла особый интерес к модернистской поэзии и под редакцией Рэнсома основала недолговечный, но очень влиятельный журнал под названием The Fugitive, в котором публиковались американские модернистские поэты, в основном с юга (хотя они также публиковали северян, таких как Харт Крейн). . Из всех беглых поэтов редакторы поэзии Norton Ричард Эллманн и Роберт О’Клер высказали мнение, что «[стихи Рэнсома были] одними из самых замечательных», охарактеризовав его поэзию как «причудливую» и «временами эксцентричную».
В 1930 году вместе с одиннадцатью другими южными аграриями он опубликовал консервативный аграрный манифест «Я займу свою позицию: Юг и аграрная традиция», который атаковал волну индустриализма, которая, казалось, сметала традиционную южную культуру. Аграрии считали, что южная традиция, уходящая корнями в сельскохозяйственную модель, существовавшую до Гражданской войны, была ответом на экономические и культурные проблемы Юга. Его вклад в «Я буду стоять на своём» — это его эссе «Реконструировано, но не возрождено», которое начинает книгу и излагает основной аргумент южных аграриев. В различных эссе, основанных на его аграрных убеждениях, Рэнсом защищал утверждение манифеста о том, что современный промышленный капитализм является дегуманизирующей силой, которую Юг должен отвергнуть в пользу аграрной экономической модели. Однако к концу 1930-х он начал дистанцироваться от движения, а в 1945 году публично критиковал его. Он оставался активным эссеистом до своей смерти, хотя к 1970-м годам популярность и влияние новых критиков серьёзно уменьшились.
В 1937 году он поступил на работу в колледж Кеньон в Гамбье, штат Огайо. Он был редактором-основателем Kenyon Review и продолжал работать редактором до выхода на пенсию в 1959 году. В 1966 году он был избран членом Американской академии искусств и литературы .

Среди преподавателей гуманитарных наук в американских университетах двадцатого века у него мало ровесников; среди его выдающихся учеников были Дональд Дэвидсон, Рэндалл Джаррелл, Джордж Лэннинг, Роберт Лоуэлл, Эндрю Литл, Аллен Тейт, Питер Тейлор, Роби Маколи, Роберт Пенн Уоррен, Э. Л. Доктороу, Клинт Брукс, Ричард М. Уивер, Джеймс Райт и Константинос Патридес (сам был стипендиатом Родса, посвятившим свою монографию о Lycidas Джона Мильтона памяти Рэнсома). Его литературная репутация основана главным образом на двух сборниках стихов: «Озноб и лихорадка» (1924) и «Два джентльмена в узах» (1927). Полагая, что у него нет новых тем, на которые можно было бы писать, его последующая поэтическая деятельность почти полностью сводилась к пересмотру (он называл это «мастерингом») его более ранних стихотворений. Следовательно, репутация Рэнсома как поэта основана на менее чем 160 стихотворениях, которые он написал и опубликовал в период с 1916 по 1927 год. В 1963 году поэт / критик и бывший студент Рэнсома Рэндалл Джаррелл опубликовал эссе, в котором высоко оценил стихи Рэнсома:
В лучших стихотворениях Джона Кроу Рэнсома каждая часть подчинена целому, и все выполнено с поразительной точностью и тщательностью. Их экономия, точность и сдержанность придают стихам иногда оригинальное, но безличное совершенство… А иногда их формулировки волшебные — легкие, как воздух, мягкие, как роса, настоящее старомодное очарование. Стихи удовлетворяют нашу ностальгию по прошлому, но сами по себе их не имеют. Это отчеты… о старой войне нашего мира между властью и любовью, между теми, кто хорошо и практически знает, и теми, кто «доволен тем, что ощущает / То, что понимают другие». И эти отчеты о боях чем-то завораживают… Стихи Рэнсома настолько откровенно, почти как принцип стиля, заявляют о своей ограниченности, что вряд ли стоит говорить, что они не являются стихотворениями самого большого размаха или величайшей силы. Но это одни из самых оригинальных стихотворений, когда-либо написанных, точно так же, как Рэнсом — один из лучших, самых оригинальных и отзывчивых поэтов на свете; легко увидеть, что о его поэзии всегда будут заботиться, поскольку он написал стихи, которые прекрасно реализованы, а иногда и почти идеальны
Несмотря на краткость его поэтической карьеры и творчества, Рэнсом получил премию Боллингена в области поэзии в 1951 году. В следующем году его Избранные стихотворения 1963 года были удостоены Национальной книжной премии.
В основном он писал короткие стихи, исследующие ироническую и несентиментальную природу жизни (главной темой была домашняя жизнь на юге Америки). Примером его южного стиля является его стихотворение «Пробуждение Джанет», в котором «модерн смешан со старомодной деревенской риторикой». Он был отмечен как строгий формалист, использующий как регулярную рифму, так и размер почти во всех своих стихах. Он также иногда использовал архаическую дикцию. Эллман и О’Клер отмечают, что «[Рэнсом] защищает формализм, потому что видит в нём проверку на грубость и жестокость. Без формализма, настаивает он, поэты просто насилуют или убивают своих подданных».
Он был ведущей фигурой школы литературной критики, известной как «Новая критика», получившей своё название от его сборника эссе «Новая критика» 1941 года. Новая критическая теория, которая доминировала в американской литературной мысли в середине 20-го века, делала упор на внимательное чтение и критику, основанную на самих текстах, а не на нетекстуальной предвзятости или нетекстовой истории. В его основополагающем эссе 1937 года «Criticism, Inc.» Рэнсом изложил свою идеальную форму литературной критики, заявив, что «критика должна стать более научной, точной и систематической». С этой целью он утверждал, что личные отзывы о литературе, исторической науке, лингвистике и то, что он называл «моральными исследованиями», не должны влиять на литературную критику. Он также утверждал, что литературные критики должны рассматривать стихотворение как эстетический объект. Многие идеи, которые он объяснил в этом эссе, станут очень важными для развития «Новой критики». «Критика, Инк.» и в ряде других теоретических статей Рэнсома изложены некоторые руководящие принципы, на которых будут строить новые критики. Тем не менее его бывшие ученики, в частности Аллен Тейт, Клинт Брукс и Роберт Пенн Уоррен, приложили больше усилий в разработке многих ключевых понятий (таких как close reading «медленное чтение»), которые позже стали определять новую критику.
В 1951 году он был награждён премией Рассела Лойна за поэзию от Национального института искусств и литературы.

### Литературная критика
- The World’s Body. (C. Scribner’s Sons, Ltd., 1938.)
- The New Criticism. (New Directions, 1941).
- God without thunder: an unorthodox defense of orthodoxy (Archon Books, 1965).

### Поэтические сборники
- Poems About God (Henry Holt & Co., 1919).
- Chills and Fever (A.A. Knopf, 1924).[25]
  - Включает «Bells for John Whiteside’s Daughter»
- Grace after Meat (1924).[26]
- Two Gentlemen in Bonds (Knopf, 1927).[27]
- Selected Poems (Knopf, 1963)

### Антологии
- The Poetry of 1900—1950 (1951).[28]
- The Past Half-century in Literature: A Symposium (National Council of English Teachers, 1952).[29]
- Poems and Essays (Random House, 1965).[30]
- Beating the bushes: selected essays, 1941—1970 (New Directors, 1972).[31]

### Учебник
- A College Primer of Writing (H.Holt and Company, 1943).[32]

### Переводы на русский
- Стихи (Перевод с английского П. Грушко) // Современная американская поэзия: Антология. – М.: Прогресс, 1975. – С. 156–161. pdf